# Martyrs d'Otrante
Les martyrs d'Otrante également appelés saint Antoine Primaldo et ses compagnons (en italien : Antonio Primaldo e compagni), sont un groupe d'environ 800 habitants de la ville napolitaine d’Otrante,  tués le 14 août 1480 pour avoir refusé de se convertir à l'islam après que la ville fut tombée aux mains des Ottomans commandés par le vizir Gedik Ahmed Pacha.
Le chiffre de 813 victimes est souvent mentionné, mais les documents officiels du Saint-Siège indiquent « environ 800 » personnes. Parmi elles, le nom d’Antonio Primaldo est le seul conservé avec quelques détails biographiques, ce qui explique qu’il soit désigné comme le chef de ce groupe de martyrs.
Ils sont béatifiés le 14 décembre 1771 par le pape Clément XIV, puis canonisés le 12 mai 2013 par le pape François. 
Ils sont aujourd'hui les saints patrons de la ville d'Otrante et de l'archidiocèse d'Otrante.

## Contexte historique
Le 28 juillet 1480, une armée ottomane commandée par Gedik Ahmed Pacha, composée de 90 galères, 40 galiotes et d’autres navires, transportant environ 18 000 soldats, débarque aux pieds des murs de la ville d’Otrante où vivent Antonio Primaldo et ses compagnons.
La ville compte alors environ six mille habitants et a été vidée de la quasi-totalité de sa garnison militaire, engagée dans des affrontements en Toscane.
Dès que le siège fut mis en place, les ottomans exigent la reddition immédiate de la ville, ce que refusent les habitants. Face à ce refus, Gedik Ahmed Pacha fait bombarder la ville, qui tombe le 12 août 1480.

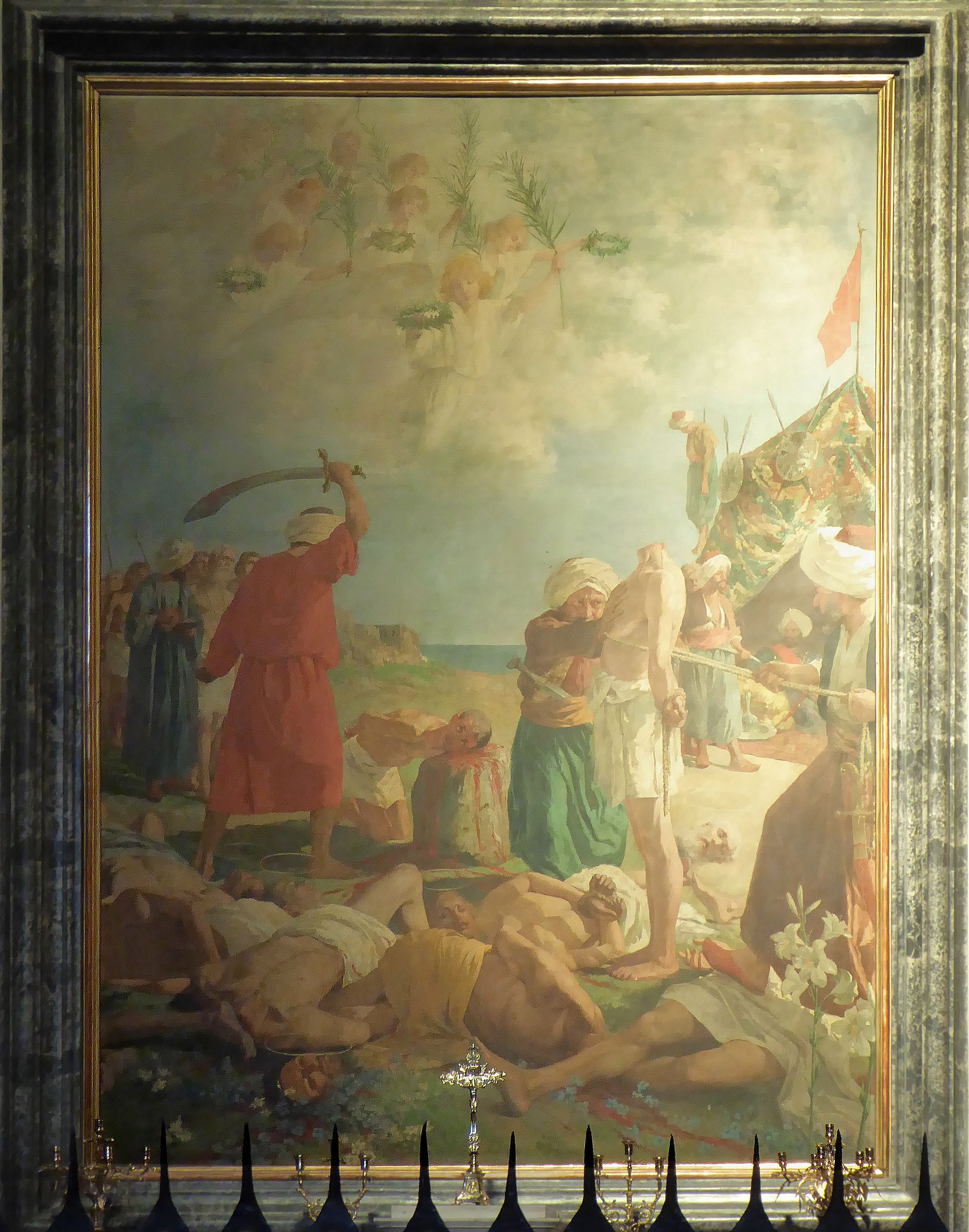
Peinture exposée dans la cathédrale de Naples représentant l'exécution des martyrs d'Otrante.

Les survivants du siège en compagnie du clergé se réfugient dans la cathédrale. À leur arrivée les troupes ottomanes décapitent devant l’autel l'archevêque Stefano Pendinelli (en), exécutent l'ensemble des prêtres ainsi que de nombreux fidèles, profanent la cathédrale et la transforment en écurie en signe de mépris.
Le 13 août 1480, les ottomans réduisent en esclavage les femmes et les enfants et les emmènent. Les personnes âgées, les jeunes enfants et les nourrissons sont exécutés. Les hommes restants (environ 800) sont sommés de se convertir à l’islam sous peine de mort. Ceux-ci refusent.
Le 14 août, les hommes sont conduits sur la colline de Minerve (plus tard renommée colline des Martyrs) pour y être exécutés. Antonio Primaldo y est décapité le premier pour avoir encouragé ses compagnons à garder courage. Au cours de ce massacre un officier ottoman nommé Bersabei, témoin de la scène, se serait converti et pour cela aurait été immédiatement empalé par ses camarades. Les cadavres sont ensuite laissés sans sépulture sur le lieu de leur exécution.
Ceux-ci y resteront jusqu'au 13 octobre 1481, date à laquelle Alphonse II roi de Naples, reprend la ville aux ottomans et où les ossements sont transférés dans la cathédrale d'Otrante.
Selon certains récits historiques [Lesquels ?], les ottomans exécutèrent au total environ 12 000 personnes et en réduisirent environ 5 000 en esclavage à la suite de la prise de la ville d’Otrante et de sa région environnante.

## Reconnaissance par l'Église

### Visite papale
Le 5 octobre 1980, le pape Jean-Paul II s'est rendu à Otrante en hommage aux 800 martyrs d’Otrante, morts pour avoir refusé de renier leur foi en Jésus-Christ. Il les présente comme témoins héroïques de la foi chrétienne, qui ont librement choisi la fidélité au Christ au prix de leur vie. Il les décrit également  comme un  exemple éternel de foi, d'espérance et de dignité humaine, et une invitation à rester fidèles à Dieu face à l’épreuve.

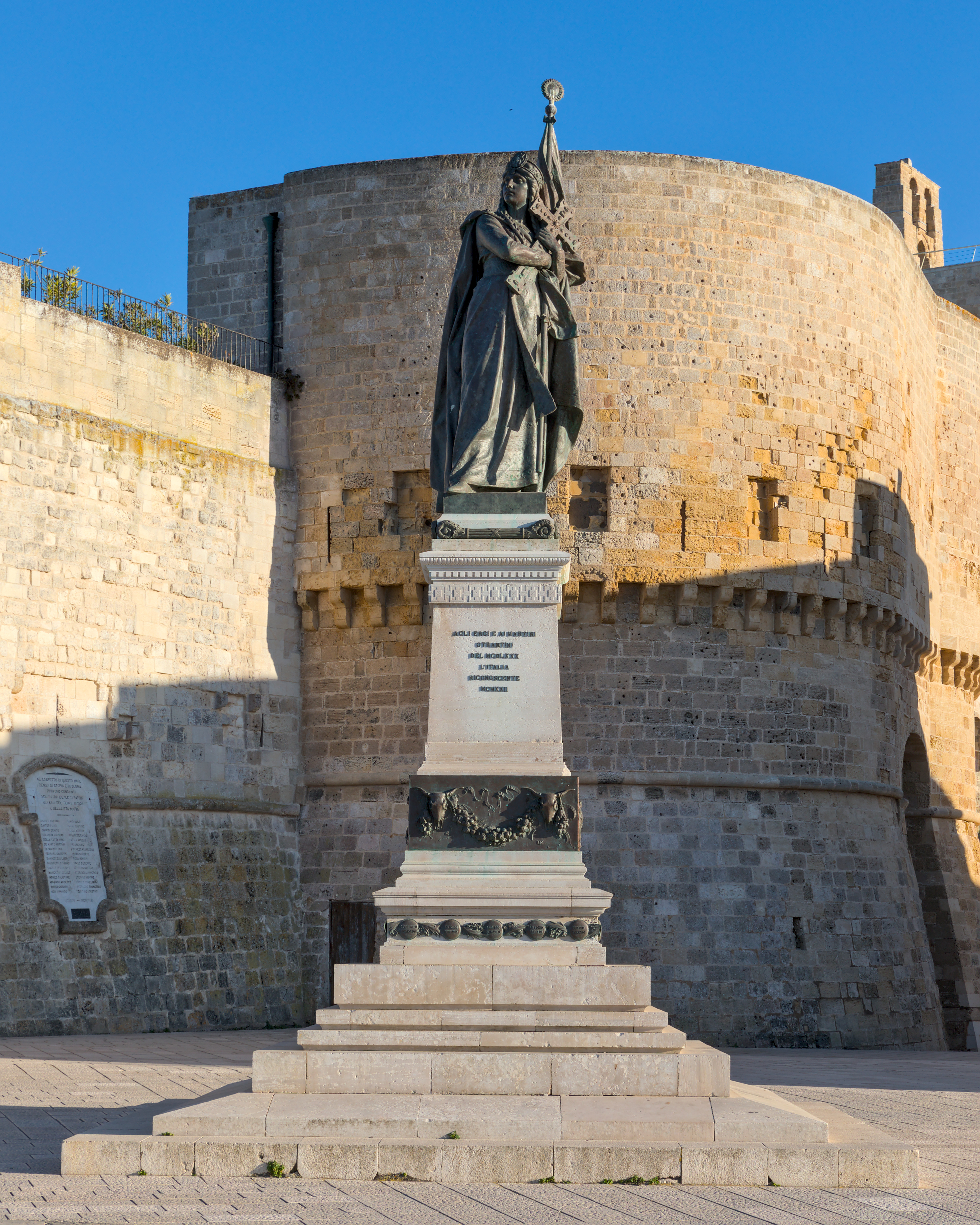
Monument aux martyrs d'Otrante, à Otrante.

### Canonisation
Le 14 décembre 1771, Antoine Primaldo et ses compagnons sont béatifies par le pape Clément XIV. 
Dans le cadre de leur cause de canonisation, il est présenté le cas de la religieuse clarisse Sœur Francesca Levote (née Cecilia) du monastère de Soleto, atteinte d'un « cancer de l’endométrioïde de l’ovaire gauche avec progression métastatique systémique (stade IV) et grave altération de l’état général ». Les religieuses de sa communauté invoquèrent l'intercession Antoine Primaldo et ses compagnons en sa faveur. La guérison complète de Sœur Francesca Levote est par la suite constatée. Le conseil médical consultatif de la Congrégation pour les causes des saints conclut que « la guérison ne peut être expliquée sur la base des connaissances actuelles des sciences médicales ». Le 20 décembre 2012, le pape Benoît XVI autorise la publication du décret reconnaissant ce miracle, ouvrant ainsi la voie à  leur canonisation.
Antoine Primaldo et ses compagnons sont canonisés le 12 mai 2013 par le pape François,, qui fixe leur fête liturgique au 14 août de chaque année.

### Reliques
À l’origine, les ossements des martyrs étaient tous conservés dans la chapelle des Martyrs, construite dans l’abside droite de la cathédrale d'Otrante.
En 1845, une partie de ces reliques est transférée à Naples, pour reposer dans l'église Sainte-Catherine de Formiello. Elles sont d’abord déposées sous l’autel de Notre-Dame du Rosaire, qui commémore la victoire des troupes chrétiennes sur les troupes musulmanes lors de la bataille de Lépante en 1571, puis déplacées dans la chapelle des Reliques. En 1901, elles sont transférées dans la chapelle de la Visitation, renommée par la suite chapelle des Martyrs d’Otrante. Une partie des reliques a également été transférée en Espagne.
Sur la colline de la Minerve (plus tard renommée colline des Martyrs) est construite une petite église qui leur est dédiée, Sainte Marie des Martyrs.